# خاندان فخروه

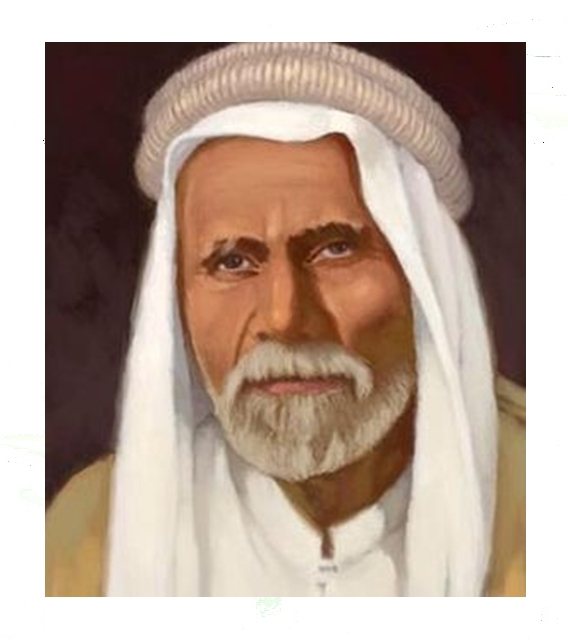
یوسف بن عبدالرحمان فخروه - از بزرگان معروف ال فخروه

خاندان ال فخروه تمیمی حنبلی همچنین ال بفخروه نسبت پدر بزرگ فاخر از بنی تمیم می‌دانستند.

## تاریخ مهاجرت ال فخروه
آل فخروه در طول قرن هفدهم در قطر و بحرین استقرار داشتند اما به دلیل خشکسالی شدید و شرایط منطقه در آن زمان مجبور به مهاجرت از نجد به طریق عراق سپس در شط بنی تمیم (بالاهواز) و در نهایت به قطر و بحرین شدند. در قطر، آنها به خصوص در مناطق نزوه و تمبک و ظعاین و جزیرهٔ حوار، سپس در مناطق مختلف در قطر علاوه علی عربستان سعودی و کویت.

## ال فخروه و تجارت
خاندان ال فخروه تجارت گسترده بین قطر و بحرین و قطیف و دارین و کویت و بصره و خشکی فارس و مسقط و بمبئی، که شهرت به عنوان معامله گران مروارید و سلاح و دیگر به دسته آورد، و ایجاد برخی از منطقة خلیج فارس در انحصار تجاری.

## از بزرگان معروف ال فخروه
- یوسف بن عبدالرحمان فخروه
- عبدالله بن درویش فخروه
- عبدالله بن یوسف بن عبدالله ال فخروه
- محمد بن عبدالرحمن فخروه
- عبدالواحد قاسم ال فخروه
- عثمان بن قاسم فخروه
- علی بن راشد فخروه